# Leutze (Schiff)
Die USS Leutze (DD-481) war ein zur Fletcher-Klasse gehörender Zerstörer der U.S. Navy und nahm am Zweiten Weltkrieg teil. Die verhältnismäßig lange Bauzeit brachte ihr den Namen USS Never Sail ein. Im April 1945 wurde sie bei einem Kamikaze-Angriff schwer beschädigt und konnte bis Kriegsende nicht mehr repariert werden. 1947 wurde sie zum Abbruch verkauft.

## Namensgeber
Rear Admiral Eugene H. C. Leutze (1847–1931) war Offizier der US Navy und der Sohn des Malers Emanuel Leutze.

## Technik

### Rumpf und Antrieb
Der Rumpf der USS Leutze war 114,7 m lang und 12,2 m breit. Der Tiefgang betrug 5,4 m, die Verdrängung 2.100 Tonnen. Der Antrieb des Schiffs erfolgte durch zwei Dampfturbinen von General Electric, der Dampf wurde in vier Kesseln von Babcock & Wilcox erzeugt. Die Leistung betrug 60.000 Wellen-PS, die Höchstgeschwindigkeit lag bei 35 Knoten.

### Bordflugzeug
Die Leutze war einer von sechs Zerstörern der Fletcher-Klasse, die mit einem Mark-VI-Flugzeugkatapult und einem Bordflugzeug vom Typ Vought Kingfisher ausgerüstet werden sollten. Drei Schiffe (Stevens, Pringle und Halford) erhielten tatsächlich ein Katapult. Das Katapult und der Kran zur Aufnahme des Flugzeuges sollten anstelle des zweiten Torpedorohrsatzes, des Geschützes #3 und des zweiten Decks des Deckshauses achtern des zweiten Schornsteins eingebaut werden.
Die ursprüngliche Planung sah vor, dass das Bordflugzeug als Aufklärer für die Zerstörerflottille dienen sollte, zu der die USS Leutze gehörte. Der Start sollte mittels Katapult erfolgen, die Landung in Nähe des Zerstörers auf dem Wasser. Anschließend wurde das Flugzeug mit dem Kran wieder auf das Katapult gehoben. Durch den Neubau von Kreuzern und Schnellen Schlachtschiffen, die ebenfalls mit Bordflugzeugen ausgerüstet waren, sowie von Flugzeugträgern in Verbindung mit dem geänderten Einsatzprofil der Zerstörer erwies sich das Konzept als obsolet. Ein weiterer Grund lag in den durch Katapult und Flugzeug bis an die Grenzen aufgebrauchten Gewichtsreserven, die eine als notwendig erkannte Verstärkung der Flugabwehrbewaffnung nicht mehr zuließ. Noch während des Baus wurde auf die Ausrüstung mit dem Bordflugzeug verzichtet und die USS Leutze mit der im Juni 1943 für Zerstörer der Fletcher-Klasse festgelegten Bewaffnung ausgestattet.

### Bewaffnung und Elektronik
Hauptbewaffnung der USS Leutze waren fünf 5"/38 Mk.30-Einzeltürme. Als Flugabwehrbewaffnung waren zehn 40 mm-Bofors in fünf Doppellafetten und sieben 20 mm-Oerlikon in Einzellafetten vorhanden. Die Torpedobewaffnung bestand aus zehn 21"-Torpedos in zwei Torpedorohrsätzen. Zur Bekämpfung von U-Booten waren zwei Ablaufgestelle für 600 lbs-Wasserbomben und sechs K-Gun-Werfer für 300 lbs-Wasserbomben installiert.
Die USS Leutze war mit Radar ausgerüstet. Am Mast über der Brücke waren ein SG- und ein SC-Radar montiert, mit denen Flugzeuge auf Entfernungen zwischen 15 und 30 Seemeilen und Schiffe in Entfernungen zwischen 10 und 22 Seemeilen geortet werden konnten. Zur Unterwasserortung war ein QC-Sonar eingebaut.

## Geschichte
Die Leutze wurde am 3. Juni 1941 zusammen mit der Halford auf der Puget Sound Navy Yard in Bremerton, Washington auf Kiel gelegt. Am 29. Oktober 1942 wurde sie von Caroline Rowcliffe, Enkelin des Namensgebers, getauft und am 4. März 1944, nahezu ein Jahr nach ihrem Schwesterschiff, unter dem Kommando von Commander B. A. Robbins, Jr. in Dienst gestellt. Die Verzögerung beim Bau führte zum Namen USS Never Sail.

### 1944
Die USS Leutze beendete die Erprobungsfahrten und die Ausbildung ihrer Besatzung während ihrer Einsätze im Geleitdienst nach Pearl Harbor und Eniwetok im Juni und Juli 1944. Am 2. August verließ sie Seattle und bereitete sich in Hawaii und den Salomonen auf die bevorstehende Invasion Palaus vor. Drei Tage vor der Landung erreichte sie am 12. September Peleliu und beschoss feindliche Stellungen an der Küste. Am 24. September 1944 wurde sie zurückgezogen und bei Manus der Task Group (TG) 77.2 unterstellt, die die Invasion der Philippinen durchführen sollte.
Am 24. und 25. Oktober 1944 nahm sie an der See- und Luftschlacht im Golf von Leyte teil. In der Nacht griff sie mit Torpedos während der Schlacht in der Surigao-Straße die Schiffe der japanischen Südgruppe an. In der Schlacht verlor Admiral Shōji Nishimura zwei Schlachtschiffe und drei Zerstörer. Nach dem Verlust der Schiffe verstärkten die Japaner ihre Luftangriffe. Allein am 1. November wurden vier Schwesterschiffe der USS Leutze von Kamikaze getroffen.

### 1945

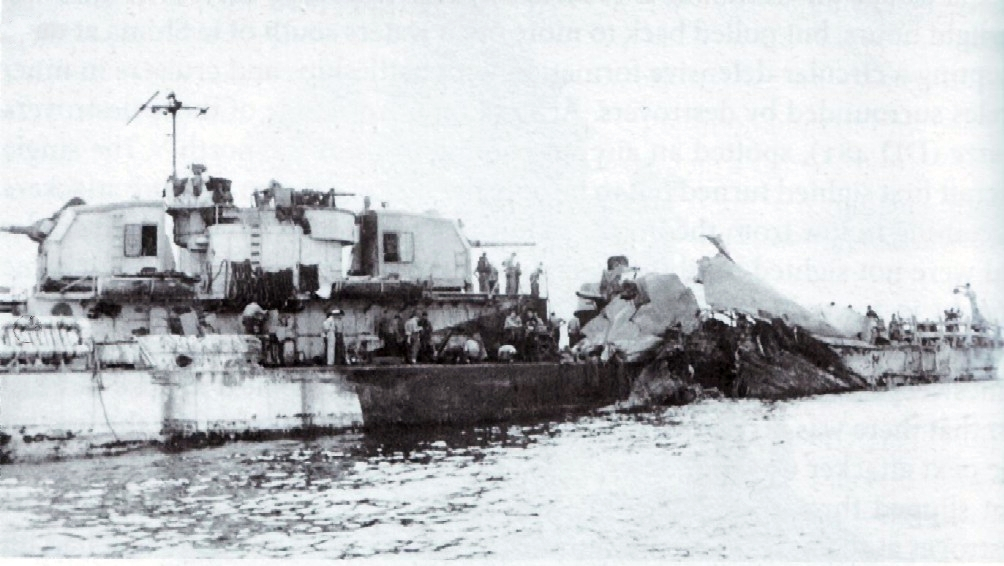
Beschädigungen durch den Kamikazeangriff

Nach Überholung in Kossol Roads auf Palau nahm die USS Leutze am 1. Januar 1945 Kurs auf Luzon, um an der Invasion im Golf von Leyte teilzunehmen. Sie erreichte den Golf von Lingayen am 6. Januar und beschoss Stellungen auf Luzon. Am 7. Januar versenkte sie ein japanisches Patrouillenboot und ein Sprengboot.
Das nächste Angriffsziel war Iwo Jima. Am 16. Februar erreichte die USS Leutze die Insel. Trotz vorheriger Beschießung der Küstenstellungen war der Zerstörer dem Feuer japanischer Batterien ausgesetzt. Während eines Einsatzes von Tauchern des Underwater Demolition Teams wurde das Schiff getroffen und der Kommandant schwer verletzt. Am nächsten Tag wurde sie nach Ulithi befohlen, um repariert zu werden. Sie kehrte Anfang März nach Iwo Jima zurück, blieb dort vier Tage im Einsatz und bereitete sich anschließend auf die Operation Iceberg, der Eroberung Okinawas, vor.
Operation Iceberg, die letzte große amphibische Operation des Zweiten Weltkriegs, fand, im Gegensatz zu Iwojima, in Reichweite von landgestützten japanischen Flugzeugen statt. Die Leutze eskortierte das Schlachtschiff New York am 27. März zur Beschießung von Okinawa zur Vorbereitung der Landung. Bei diesem Einsatz versenkte der Zerstörer vermutlich ein japanisches Kleinst-U-Boot. Bei einem zweiten Einsatz erreichte sie als Eskorte für Mobile und Oakland am 3. April Okinawa. Am 6. April begannen die massiven Kamikaze-Angriffe. Die Leutze konnte drei Maschinen der ersten Angriffswelle abschießen, als die Newcomb von drei Flugzeugen getroffen wurde. Die Leutze ging längsseits als sich ein viertes Flugzeug auf die Newcomb stürzte. Die Maschine rutschte übers Deck und die Bombe explodierte auf der Backbordseite des Hecks der Leutze. Lieutenant Leon Grabowski, Kommandant des Zerstörers, rief die Brandabwehrtrupps zurück von der Newcomb und entfernte sein Schiff von dem anderen Zerstörer. Die Leck- und Brandabwehrtrupps brachten die Situation an Bord der Leutze unter Kontrolle, so dass sie zum Stützpunkt auf den Kerama-Inseln geschleppt werden konnte. Lt Grabowski wurde für die Hilfeleistung und die Rettung seines eigenen Schiffes das Navy Cross verliehen.
Am 10. Juli lief die Leutze über Guam und Pearl Harbor nach San Francisco, wo sie am 3. August 1945 einlief. Sie erreichte Hunters Point Drydocks, um dort repariert zu werden. Nach Ende des Krieges wurden die Reparaturarbeiten gestoppt. Die Leutze wurde am 6. Dezember 1945 außer Dienst gestellt und am 17. Juni 1947 zum Abbruch verkauft.

## Auszeichnungen
Die USS Leutze wurde mit vier Battle Stars ausgezeichnet.